# Jacques Balmat
Jacques Balmat, chamado o Mont Blanc (Vale de Chamonix, 1762 — Vale de Sixt, 1834) foi um guia de montanha da região de Chamonix e o primeiro Chamoniards (naturais de Chamonix) a conseguir vencer o Monte Branco e os seus 4807 metros de altitude.

## Primeira tentativa

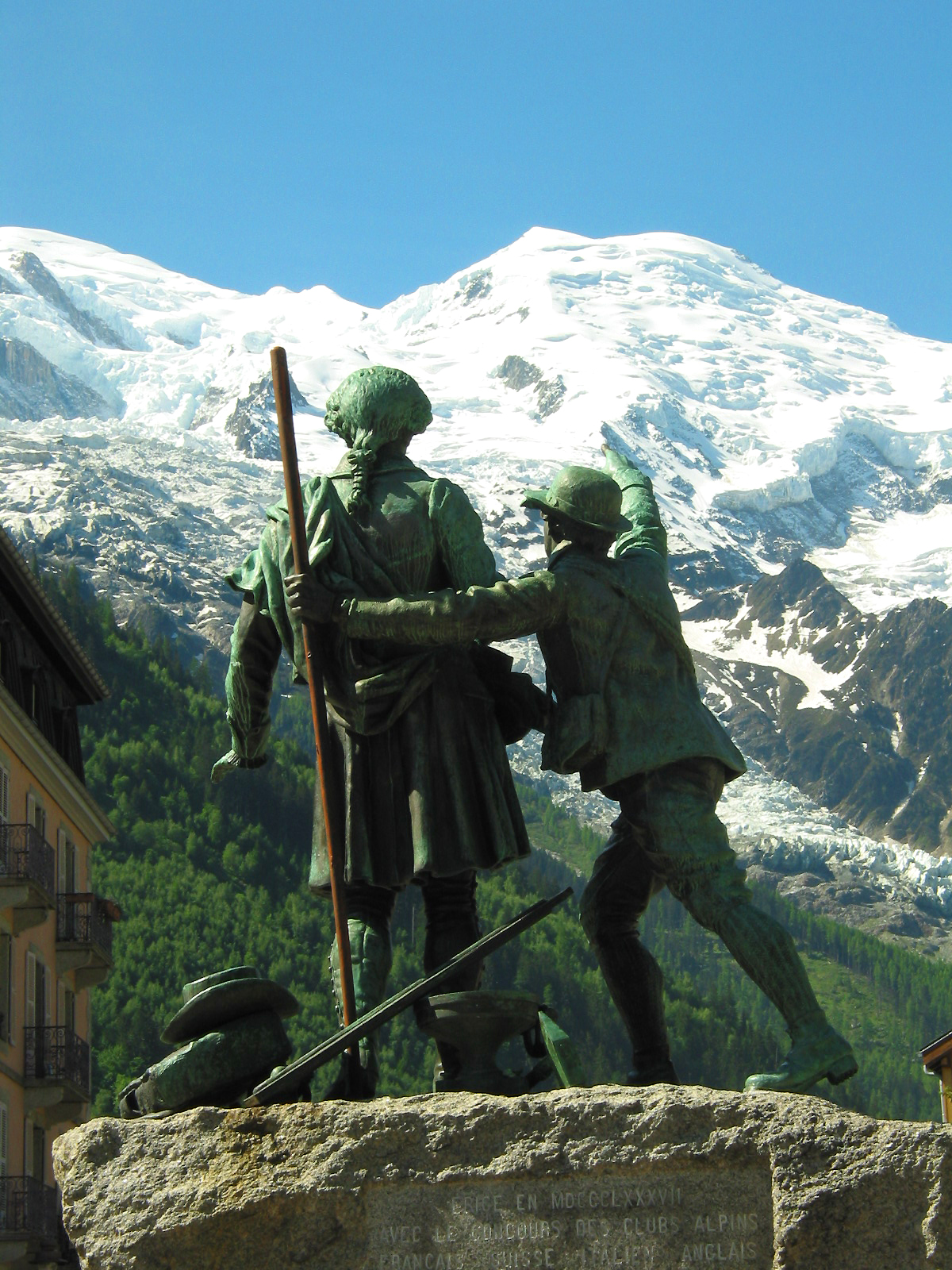
Jacques Balmat mostra a H-B. de Saussure por onde o vai levar. Estátua no centro da cidade de Chamonix

Caçador de camurças – em francês:  Chamois donde Chamonix – e cristaleiro, como são chamados os caçadores de cristais que nessa época procuravam esses cristais de rocha na alta montanha para os venderem, desde há muito estava habituado a percorrer os glaciares e as montanhas da região e quando se ouviu falar que havia uma boa recompensa para quem conseguisse alcançar o cume do Monte Branco ele lançou-se na competição. Na realidade tratava-se de uma oferta feita em 1760 pelo geólogo e físico genebrino Horace-Bénédict de Saussure que queria medir a altitude do Monte Branco.

## Jacques Balmat dit le Mont Blanc
Jacques Balmat atingiu o cume em julho de 1786, mas não pôde dar provas do seu feito, pelo que em agosto desse ano solicita a presença do doutor Paccard com quem já havia passado algum tempo na montanha. Os dois homens, sem equipamento a não ser umas botas cardadas e um grande pau para se apoiarem na neve, e mesmo sem uma corda, partem discretamente e acampam antes de se lançarem ao assalto do cimo que atingem no dia 8 de agosto de 1786. Sem qualquer proteção, Jacques Balmat chega quase cego da reverberação do sol no final da descida. Como recompensa o rei da Sardenha, nessa altura soberano do Piemonte e da Saboia, onde fica o Monte Branco, autoriza-o a que se chame Jacques Balmat dit le Mont Blanc – textualmente: Jacques Balmat chamado de Mont Blanc.

## A primeiraprimeira
A primeira primeira - termo dado a uma primeira ascensão - ficou a ser a desta data de 8 de agosto de 1786. Todos se acordam e afirmar que foi a partir daí que começou a idade de ouro do alpinismo.

## Altura do Monte Branco
No ano seguinte, Jacques Balmat, depois de ter repetido a subida com dois outros guias, conduz Horace-Bénédict de Saussure ao cimo do Monte Branco em Agosto 1787, numa cordada composta por 11 pessoas, e onde o cientista procede aos cálculos de medição e constata que tem  2450 toesas, o equivalente a 4775 m, em vez dos 4807 reais, o que é verdadeiramente um feito da topografia para a época.
Em julho de 1811, a sua décima ascensão, fá-la acompanhando Marie Paradis, que se torna a primeira mulher a atingir o cume do Monte Branco.

## Homenagem
Em 1834, com 72 anos, Jacques Balmat caiu numa crevasse e o seu corpo nunca foi encontrado. A cidade de Genebra prestou-lhe uma bela homenagem com uma rua com o seu nome, paralela à rua de Horace-Bénédict de Saussure e ambas enquadrando a Universidade de Genebra (UNIGE) onde  H-B de Saussure ensinou física.
.

### Gerais
- «Scientists: Basle and Geneva» (em inglês). Consultado em 30 de janeiro de 2013[ligação inativa]
- «DHS: Saussure, Horace Bénédict de» (em francês). Consultado em 30 de janeiro de 2013

### Específicas
1. ↑  Google Maps: Rue Horace-Bénédict-de-Saussure, Geneva